# Tobias Thulin
Tobias Thulin (* 5. Juli 1995 in Göteborg) ist ein schwedischer Handballtorwart.
Er begann seine Karriere beim schwedischen Club Önnereds HK und wechselte 2011 in die Jugendabteilung des Redbergslids IK. Ab 2018 stand er beim deutschen Bundesligisten SC Magdeburg unter Vertrag. Mit Magdeburg gewann er 2021 die EHF European League. Im Sommer 2021 schloss er sich dem Ligakonkurrenten TVB 1898 Stuttgart an. Ab der Saison 2022/23 lief er für den dänischen Erstligisten GOG auf. Mit dem Team aus Gudme gewann er 2023 den dänischen Pokal und die dänische Meisterschaft. Zur Saison 2024/25 wechselte er zum ungarischen Erstligisten OTP Bank-Pick Szeged. Mit Szeged gewann er 2025 den ungarischen Pokal.
Thulin gab im Jahr 2017 sein Debüt für die schwedische Nationalmannschaft. Bei der Europameisterschaft 2022 bestritt er sechs von neun Spielen auf dem Weg zum Titelgewinn. Beim Gewinn der Bronzemedaille bei der Europameisterschaft 2024 bestritt er alle neun Spiele und parierte 30 % der Würfe auf sein Tor. Bei der Weltmeisterschaft 2025 bestritt er drei Spiele und belegte mit dem Team den 14. Platz.